# Russell Crowe
Russell Ira Crowe, avstralski filmski igralec in glasbenik, * 7. april 1964, Wellington, Nova Zelandija.
Crowe je najbolj znan po vlogah Maxima Decima Meridia v filmu Gladiator, za katerega je prejel oskarja za najboljšo glavno moško vlogo in po vlogi Johna Nasha v filmu Čudoviti um.